# Blackpool
Blackpool is een badplaats, district en unitary authority in Engeland met 141.000 inwoners (2021); 142.300 in 2001 volgens "2015 population.city". De plaats ligt aan de Ierse Zee tussen de rivieren Ribble en Wyre.op 43 kilometer ten noorden van Liverpool en 64 kilometer ten noordwesten van Manchester.
In de plaats zijn onder andere het pretpark Pleasure Beach Blackpool en de fabriek van het Engelse sportautomerk TVR gevestigd. In de stad staat de 158 meter hoge Blackpool Tower, die bij de bouw in 1894 de hoogste van het Britse Rijk was. 

## Geschiedenis
De eerste aanwijzingen voor bewoning dateren uit de steentijd. In de middeleeuwen ontstonden meerdere Agnlo-Saksische dorpen, waaronder de huidige plaats. 
Midden 18e eeuw werd de plaats door de rijke elite ontdekt als locatie om er te zeebaden als middel tegen ziekten. Private investeerders legden in 1781 een weg naar de plaats aan, waarna postkoetsverbindingen naar Manchester en Halifax werden geopend. In 1819 verrezen de eerste vakantiewoningen.
Met de aanleg van de spoorlijn in de jaren 1840 naar de industriegebieden van Noord-Engeland groeide de plaats uit tot een toeristisch gebied. Fabriekseigenaren zagen het voordeel van de Wakes Week en gaven hun werknemers vrij om nieuwe krachten op te doen, waardoor ze tevens de kans hadden om naar badplaatsen zoals Blackpool af te reizen. In 1881 werd Blackpool beschreven als een bloeiend resort. Wandelpromenade Golden Mile telde toen meerdere pieren, cafés, trams, waarzeggers, ezeltochten, fish and chips-zaken en theaters. Tegen 1900 werd de plaats omschreven als het archetype van de Britse badplaats Tussen 1880 en 1950 vertienvoudigde de bevolking van ongeveer 14.000 naar bijna 150.000. In de hoogtijdagen vlak na de Tweede Wereldoorlog telde de plaats ruim 17 miljoen bezoekers per jaar. 
Veranderende behoeftes en grotere mogelijkheden voor Britse toeristen om buiten het eiland op vakantie te gaan (bijvoorbeeld via all-invakanties) leiden tot het inzakken van economie in de tweede helft van de 20e eeuw. Sinds 1991 daalt daardoor de bevolking. De plaats trekt nog steeds miljoenen bezoekers per jaar, maar het gaat nu meer om dagjesmensen dan toeristen.

## Sport
Blackpool FC is de betaaldvoetbalclub van de stad en speelt haar wedstrijden in het stadion Bloomfield Road. Blackpool FC won in 1953 de FA Cup. Verder wordt in de stad in juli jaarlijks de World Matchplay gehouden. Dit dartstoernooi van de  PDC wordt gespeeld in de Winter Gardens.

## Bekende inwoners van Blackpool

### Geboren
- Michael Smith (1932-2000), Canadees biochemicus en Nobelprijswinnaar (1993)
- Cynthia Powell (1939-2015), eerste echtgenote van John Lennon
- John Mahoney (1940-2018), Amerikaans acteur van Engelse afkomst
- Chas Newby (1941-2023), bassist (The Beatles en The Quarrymen)
- Graham Nash (1942), zanger en songwriter (The Hollies en Crosby, Stills, Nash & Young)
- Jeffrey Hammond-Hammond (1946), bassist (Jethro Tull) en kunstschilder
- Maddy Prior (1947), folkzangeres (Steeleye Span)
- Pauline Moran (1947), actrice
- John Evan (1948), keyboardspeler (Jethro Tull)
- Ian Stuart Donaldson (1957-1993), zanger en songwriter
- Robert Smith (1959), zanger en gitarist (The Cure)
- Chris Lowe (1959), toetsenist (Pet Shop Boys)
- Ronnie Baxter (1961), darter
- David Thewlis (1963), acteur
- Paul Newman (1971), dj
- Nicholas McCarthy (1974), gitarist (Franz Ferdinand)
- Wes Newton (1977), darter
- Jenna Coleman (1986), actrice
- Joe Riley (1996), voetballer